# Bachmut
Bachmut (ukrainska: Бахмут lyssna (fil), ryska: Бахмут) är en stad i den norra delen av Donetsk oblast i östra Ukraina. Staden beräknades ha 71 094 invånare i januari 2022.
Staden hette under åren 1924–2016 ukrainska: Артемівськ, Artemivsk; ryska: Артёмовск, Artiomovsk, omdöpt efter den ryska bolsjevikpolitikern Fjodor Sergejev (1883–1921), vars partipseudonym var Artiom. En omröstning om att återgå till det äldre namnet genomfördes redan 1992, men på grund av lågt antal röstande kunde då inget beslut genomföras.
Under de proryska protesterna i Ukraina 2014 intogs staden av proryska separatister. Staden återtogs senare av den ukrainska armén.